# Atlanticus
Atlanticus is een geslacht van rechtvleugeligen uit de familie sabelsprinkhanen (Tettigoniidae). De wetenschappelijke naam van dit geslacht is voor het eerst geldig gepubliceerd in 1894 door Samuel Hubbard Scudder.

## Soorten
Het geslacht Atlanticus omvat onder meer de volgende soorten:
- Atlanticus bikouensis Zheng & Shi, 1999
- Atlanticus dorsalis (Burmeister, 1838)
- Atlanticus gibbosus Scudder, 1894
- Atlanticus hunanensis Du & Shi, 2005
- Atlanticus pachymerus (Burmeister, 1838)
- Atlanticus palpalis Rehn & Hebard, 1920